# Pandemia di COVID-19 in Lesotho
Il primo caso della pandemia di COVID-19 in Lesotho è stato confermato il 13 maggio 2020.

## Antefatti
Il 12 gennaio 2020, l'Organizzazione mondiale della sanità (OMS) ha confermato che un nuovo coronavirus era la causa di una nuova infezione polmonare che aveva colpito diversi abitanti della città di Wuhan, nella provincia cinese dell'Hubei, il cui caso era stato portato all'attenzione dell'OMS il 31 dicembre 2019.
Sebbene nel tempo il tasso di mortalità della COVID-19 si sia rivelato decisamente più basso di quello dell'epidemia di SARS che aveva imperversato nel 2003, la trasmissione del virus SARS-CoV-2, alla base della COVID-19, è risultata essere molto più ampia di quella del precedente virus del 2003, e ha portato a un numero totale di morti molto più elevato.
Il 5 maggio 2023, l'Organizzazione mondiale della sanità dichiara ufficialmente la fine della pandemia.

## Cronologia
Prima di questo, il Lesotho era l'ultimo paese in Africa a non aver riportato casi di COVID-19 durante la pandemia globale.
Il Paese non ha avuto la capacità di testare il virus, e così, al fine di prevenire la diffusione del virus, il governo ha chiuso i suoi confini con il Sudafrica.
Il 18 marzo 2020, il governo ha dichiarato lo stato di emergenza nazionale pur non avendo casi confermati, e ha chiuso le scuole fino al 17 aprile, ma ha permesso ai pasti scolastici di continuare.
I viaggiatori in arrivo dovevano essere messi in quarantena per 14 giorni all'arrivo. Il primo ministro Thomas Thabane ha annunciato un blocco di tre settimane dalla mezzanotte del 29 marzo. Il Lesotho ha iniziato a inviare i suoi campioni al National Institute for Communicable Diseases per i test in Sudafrica.
Il Lesotho ha iniziato ad allentare le misure restrittive il 5 maggio.
Il Lesotho ha confermato il suo secondo caso il 22 maggio.
Due ulteriori casi sono stati segnalati il 3 giugno. Entrambi avevano viaggiato da Città del Capo.

## Andamento dei contagi
| Data                                                                                     | Data       |  | Numero di casi | Numero di morti |
| ---------------------------------------------------------------------------------------- | ---------- |  | -------------- | --------------- |
| 13-05-2020                                                                               | 13-05-2020 |  | 1(N.D.)        |                 |
| ⋮                                                                                        | ⋮          |  | 1(=)           |                 |
| 22-05-2020                                                                               | 22-05-2020 |  | 2(+100%)       |                 |
| ⋮                                                                                        | ⋮          |  | 2(=)           |                 |
| 28-05-2020                                                                               | 28-05-2020 |  | 2(=)           |                 |
| ⋮                                                                                        | ⋮          |  | 2(=)           |                 |
| 03-06-2020                                                                               | 03-06-2020 |  | 4(+100%)       |                 |
| ⋮                                                                                        | ⋮          |  | 4(=)           |                 |
| 22-06-2020                                                                               | 22-06-2020 |  | 12(+200%)      |                 |
| 23-06-2020                                                                               | 23-06-2020 |  | 17(+42%)       |                 |
| ⋮                                                                                        | ⋮          |  | 17(=)          |                 |
| 26-06-2020                                                                               | 26-06-2020 |  | 24(+41%)       |                 |
| 27-06-2020                                                                               | 27-06-2020 |  | 24(=)          |                 |
| 28-06-2020                                                                               | 28-06-2020 |  | 27(+12%)       |                 |
| ⋮                                                                                        | ⋮          |  | 27(=)          |                 |
| 01-07-2020                                                                               | 01-07-2020 |  | 35(+30%)       |                 |
| ⋮                                                                                        | ⋮          |  | 35(=)          |                 |
| 05-07-2020                                                                               | 05-07-2020 |  | 79(+126%)      |                 |
| 06-07-2020                                                                               | 06-07-2020 |  | 91(+15%)       |                 |
| Fonti: - Lesotho Covid Response Official Twitter Page - Ultimo aggiornamento: 06.07.2020 |            |  |                |                 |

## Statistiche
CasiData0200400600800100013/5/20203/10/202023/2/202116/7/2021Casi confermatiMorti confermati